# Fountain Inn
Fountain Inn – miasto w Stanach Zjednoczonych, w stanie Karolina Południowa, w hrabstwie Greenville.